# Барбі (фільм)
«Барбі» (англ. Barbie) — американський фентезійний комедійний феміністичний фільм, заснований на однойменній іграшці від Mattel. Режисеркою фільму є Ґрета Ґервіґ за сценарієм, написаним у співавторстві з Ноа Баумбаком. Головні ролі виконали Марґо Роббі та Раян Ґослінґ, а у ролях другого плану — Америка Феррера, Симу Лю, Кейт Маккінон, Аріана Грінблатт, Александра Шипп, Емма Макі, Вілл Феррелл та Майкл Сера. Прем'єра відбулася в Лос-Анджелесі 9 липня 2023 року, в Україні — 20 липня 2023 року. Найкасовіший фільм, знятий жінкою-режисеркою, найкасовіший фільм за мотивами іграшок та рекордсмен серед стрічок без IMAX.

## Сюжет
Стереотипна Барбі («Барбі») та інші типи Барбі живуть у Барбіленді, утопічному матріархальному суспільстві, де всі жінки (що є різними випусками культової ляльки Барбі) впевнені в собі, самодостатні та успішні. Барбі займають усі важливі посади: лікарок, юристок, політикинь, у той час, як їхні напарники Кени проводять дні на пляжі та розважають Барбі. Пляжний Кен («Кен»), партнер Барбі, щасливий лише тоді, коли він поряд із Барбі, тому він прагне зближення, проте Барбі не зацікавлена і відмовляє йому на користь незалежності та жіночої дружби.
Під час танцювальної вечірки Барбі раптово охоплює нетипова для ляльки думка про власну смертність. Наступного дня вона виявляє, що більше не може виконувати свою звичайну рутину, а також що її стопи стали пласкими й в неї з'явився целюліт. Дивна Барбі, мудра, проте спотворена надто активними іграми вигнанка, до якої спрямовують її подруги, каже їй: щоб вилікувати «поломки», Стереотипній Барбі необхідно вирушити в реальний світ та знайти ту, хто грається з нею, чиї переживання впливають на Барбі таким чином. По дорозі в реальний світ Барбі знаходить Кена, який сховався в її кабріолеті, але все ж дозволяє йому приєднатися до неї.
Прибувши на Веніс, пара влаштувала численні витівки, тому їх заарештовують, що насторожило генерального директора Mattel (фірми, що виробляє ляльки Барбі), який наказав їх схопити. Усе керівництво компанії складають чоловіки, вони негативно ставляться до свободи Барбі та всіляко намагаються запроторити її назад в коробку. Барбі знаходить свою власницю, підлітку Сашу, яка несподівано критикує її за заохочення нереалістичних стандартів краси. Збентежена Барбі виявляє, що Ґлорія, співробітниця Mattel і мати Саші, а не сама Саша, є каталізатором її екзистенційної кризи. Ґлорія почала гратися з лялькою Саші, переживаючи власну кризу ідентичності. Ґлорія та Саша рятують Барбі від генерального директора Mattel та його підлеглих і втрьох вирушають до Барбіленду.
Тим часом Кен дізнається про патріархат, який панує в реальному світі, і вперше відчуває себе важливим і привілейованим. Повернувшись до Барбіленду, він підбурює інших Кенів захопити владу і підкорити всіх Барбі, а також захоплює будинок Барбі, перетворивши його на Мачо-Хлопчачу-Кайфо-Хату з напоями, які підносять Кенам Барбі, та культом коней. Прибувають Стереотипна Барбі, Ґлорія та Саша. Барбі переконує Кена та інших Барбі повернутися до порядку, але отримує жорстоку відмову. Барбі у розпачі, але Ґлорія надихає її промовою про гендерну нерівність та абсурдність стандартів, які висуває до жінок патріархатний світ. Завдяки підтримці Саші, Ґлорії, Дивної Барбі, Аллана та інших списаних Барбі, Барбі відкривають цією промовою очі іншим Барбі, об'єднуються та звільняються від впливу Кенів.
Кен та Барбі вибачаються одне перед одним і визнають свої помилки. Кен скаржиться, що без Барбі у нього немає особистості чи мети, на що Барбі пропонує йому шукати автономну ідентичність. Барбі, ще не впевнена у власній цілі та особистості, зустрічається з духом винахідниці Барбі, співзасновниці компанії Mattel Рут Хендлер, яка пояснює, що історія Барбі не має кінця, а її історія, що постійно розвивається, перевершує історію її коріння.
Після цього Барбі вирішує стати людиною і повернутися в реальний світ. У фіналі Ґлорія, її чоловік і Саша везуть Барбі, тепер «Барбару Хендлер», на перший у її житті гінекологічний огляд, адже вона жадає дослідити справжню жіночу анатомію, якої в неї як у ляльки ніколи не було.

## У ролях

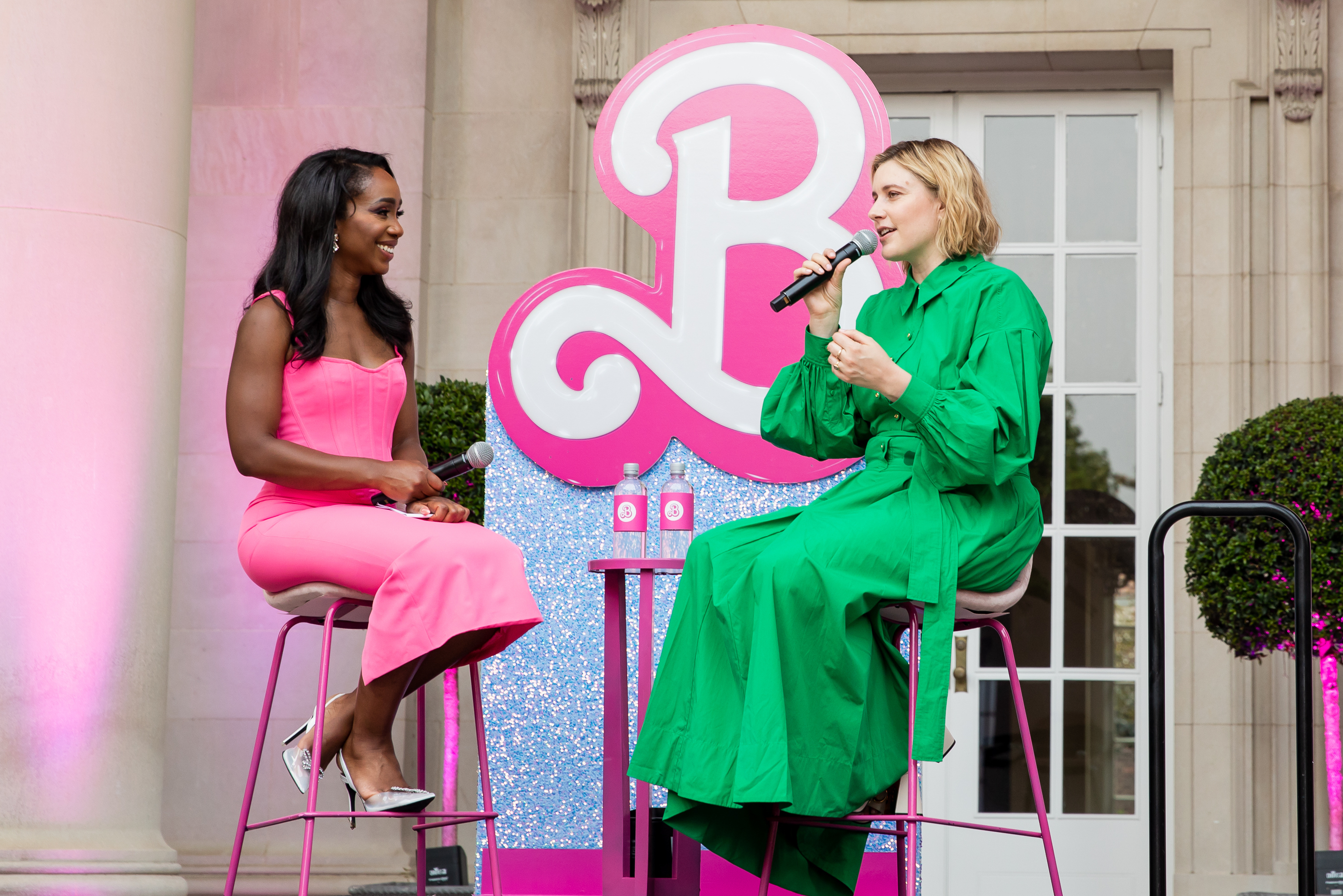
Режисерка Ґрета Ґервіґ та журналістка Еббі Філліп (Abby Phillip) на події, присвяченій фільму, у британському посольстві у США, Вашингтон

| Актор            | Роль              |
| ---------------- | ----------------- |
| Марго Роббі      | стериотипна Барбі |
| Раян Ґослінґ     | пляжний Кен       |
| Аріана Грінблатт | Саша              |
| Америка Феррера  | Ґлорія            |
| Вілл Феррелл     | СЕО Mattel        |
| Симу Лю          | туристичний Кен   |
| Майкл Сера       | Аллан             |
| Ісса Рей         | президентка Барбі |
| Ріту Арʼя        | журналістка Барбі |
| Гарі Неф         | лікарка Барбі     |
| Люсі Бойнтон     | Пруст Барбі       |
| Гелен Міррен     | оповідачка        |
| Рея Перлман      | Рут Гендлер       |

| Актор            | Роль              |
| ---------------- | ----------------- |
| Кейт Маккінон    | дивна Барбі       |
| Дуа Ліпа         | русалка Барбі     |
| Емма Маккі       | фізикиня Барбі    |
| Нікола Кохлан    | дипломатка Барбі  |
| Шуті Гатва       | артистичний Кен   |
| Еміралд Фіннелл  | Мідж              |
| Коннор Свінделлс | стажер            |
| Джон Сіна        | морський Кен      |
| Скотт Еванс      | стереотипний Кен  |
| Александра Шипп  | письменниця Барбі |
| Кінгслі Бен-Адір | баскетбольний Кен |
| Колін Ферт       | містер Дарсі      |
| Енн Рот          | жінка на лавці    |

## Український дубляж
Фільм дубльовано студією Постмодерн на замовлення компанії Кіноманія у 2023 році.
- Перекладачка: Олеся Запісочна
- Режисерка дубляжу: Катерина Брайковська
- Звукорежисер: Андрій Желуденко
- Координаторка проєкту: Юлія Кузьменко

| Актор                | Роль              |
| -------------------- | ----------------- |
| Катерина Брайковська | Барбі             |
| Іван Розін           | Кен               |
| Галина Дубок         | Саша              |
| Євген Лісничий       | Кен               |
| Юлія Шаповал         | президентка Барбі |
| Наталя Романько      | дивна Барбі       |
| Юрій Сосков          | Кен               |

А також: Єлизавета Мастаєва, Андрій Соболєв, Євген Сардаров, В'ячеслав Скорик, Вікторія Тишкевич, Лариса Руснак та інші.

## Виробництво
Розробка фільму на основі іграшкової лінії Барбі почалася у квітні 2014 року, коли компанія Mattel об'єдналася з Sony Pictures для виробництва проєкту, сценарій якого мала написати Дженні Бікс, а Лорі Макдональд та Волтер Ф. Паркс виступити у ролі продюсерів. На той час передбачалося, що зйомки розпочнуться до кінця року. У березні 2015 року Діабло Коді був залучений до проєкту, щоб переписати сценарій, а Емі Паскаль приєдналася до команди продюсерів. Пізніше того ж року Sony знову переробить сценарій, найнявши Ліндсі Бір, Берта В. Рояля та Гіларі Вінстон для написання чернеток.
У грудні 2016 року Емі Шумер вступила в переговори на головну роль за сценарієм Вінстона, який Вінстон та її сестра Кім Карамела переписали. У березні 2017 року Шумер вийшла з переговорів, як вона пізніше зазначила, через творчі розбіжності. У липні Sony найняла Олівію Мілч, щоб вона переписала сценарій, і звернулася до Алеті Джонс для режисури. До березня 2018 року Джонс приєдналася до керівництва. Однак у жовтні 2018 року закінчився термін дії опціону Sony на проєкт, та його передали Warner Bros. Марго Роббі розпочала переговори про роль, а Петті Дженкінс ненадовго обіймала посаду режисера. У липні 2019 року було підтверджено кастинг Роббі та її продюсерство, а тепер сценарій пишуть Ґрета Ґервіґ і Ноа Баумбак. Ґервіґ офіційно підписала контракт на режисуру фільму в липні 2021 року.
У жовтні Раян Ґослінґ почав остаточні переговори про приєднання до акторського складу в ролі Кена. У першій половині 2022 року було підтверджено, що Ґослінґ та решта акторського складу будуть зніматися в фільмі. Основні зйомки почалися у Сполученому Королівстві в березні 2022 року в студії Лівсден.
Сюжет і візуальний стиль фільму натхненні творами мистецтва та історією ляльки. При створенні Барбіленду перевага надавалася механічним ефектам для втілення «справжньої штучності».

## Музика
Александр Деспла, який співпрацював з Ґервіґ над «Маленькими жінками», мав написати музику для «Барбі» на початку вересня 2022 року. Однак у травні 2023 року Деспла залишив проєкт. Протягом року Ронсону було доручено створити саундтрек, який відповідав би баченням Ґервіґ.
Альбом до фільму Barbie: The Album вийшов 21 липня 2023 року. До нього увійшли пісні Ava Max, Charli XCX, Домініка Файка, Fifty Fifty, Gayle, Haim, Ice Spice, Kali, Karol G, Халіда, Ліззо, Нікі Мінаж, PinkPantheress, Tame Impala, The Kid Laroi, а також учасників акторського складу Раяна Ґослінґа та Дуа Ліпи.
Дуа Ліпа була представлена в саундтреці до «Dance the Night», а також з'являється у фільмі як Барбі-русалка.
Шанувальники очікували, що пісня 1997 року «Barbie Girl» попгурту «Aqua» з'явиться у фільмі, проте Ульріх Мьоллер-Йоргенсен, менеджер солістки Лене Нюстрем, сказав, що її не використовували.

## Випуск
Світова прем'єра відбулася 9 липня 2023 року в Лос-Анджелесі. У США прем'єра відбулася 21 липня 2023 року, в Україні — 20 липня 2023 року.
За перший тиждень світового прокату стрічка зібрала 356 млн доларів. До кінця другого тижня збори перевищили 800 млн і станом на 1 серпня сягнули 850 млн. Минулим найкасовішим фільмом, знятим жінкою, була «Диво-жінка» режисерки Петті Дженкінс, що у 2017 році зібрав у світовому прокаті 822,8 млн доларів.

## Сприйняття

### Касові збори
Станом на 23 січня 2024 року фільм зібрав у всьому світі 1,446 мільярдів доларів. Фільм став найкасовішим релізом за всю 100-річну історію студії Warner Bros. Станом на понеділок, 28 серпня, «Барбі» зібрала у світовому прокаті 1,342 млрд доларів.

### Критика
На вебсайті Rotten Tomatoes рейтинг фільму становить 90 % на основі 302 відгуків критиків, що є позитивними із середнім рейтингом 8,1/10. За консенсусом вебсайту, «„Барбі“ — це візуально приголомшлива комедія, чий метагумор спритно доповнюється підривною оповіддю». Metacritic, який використовує середньозважену оцінку, поставив фільму оцінку 80 зі 100 на основі 62 критиків, вказуючи на «загалом схвальні відгуки». Аудиторія, опитана CinemaScore, поставила фільму середню оцінку «А» за шкалою від A+ до F, тоді як аудиторія PostTrak дала йому 89 % загальних позитивних оцінок, причому 79 % сказали, що точно рекомендують фільм.